# Hosam Aiesh
Hosam Aiesh, född 14 april 1995 i Göteborg, är en svensk-syrisk tidigare fotbollsspelare. Aiesh representerar Syriens landslag. Han meddelade i januari 2025 att han avslutat sin fotbollskarriär. Aieshs föräldrar kommer från Palestina.

## Klubbkarriär

### BK Häcken
Aieshs moderklubb är Azalea BK. Som 14-åring gick han över till BK Häcken. Mellan åren 2011 och 2013 provtränade Aiesh med klubbar som Werder Bremen, Olympique Lyonnais och FC Twente. Aiesh tävlingsdebuterade för Häcken den 9 mars 2013 i Svenska cupen mot IFK Värnamo (3–0-vinst), där han byttes in i 82:a minuten mot Nasiru Mohammed. I november 2013 förlängde Aiesh sitt kontrakt med ett år. Aiesh gjorde sin allsvenska debut den 24 maj 2014 i en 1–1-match mot Falkenbergs FF, där han i 83:e minuten byttes in mot Björn Anklev.

### Varbergs BoIS
I augusti 2014 lånades Aiesh ut till Varbergs BoIS. Han gjorde sin debut i Superettan den 9 augusti 2014 i en 5–1-vinst över Landskrona BoIS, där Aiesh byttes in i den 74:e minuten mot Karl Söderström. Han gjorde sitt första mål i Superettan den 26 oktober 2014 i en 6–2-vinst över IFK Värnamo.

### Östersunds FK
I november 2014 skrev han på för Östersunds FK. Aiesh gjorde sin debut den 20 april 2015 i en 1–1-match mot GAIS, där han i den 64:e minuten byttes in mot James Sinclair. Aiesh gjorde sitt första mål för Östersunds FK den 3 juni 2015 i en 3–2-vinst över Degerfors IF.

### IFK Göteborg
I början av augusti 2019 skrev Aiesh på för IFK Göteborg. Han debuterade för IFK Göteborg när han blev inbytt mot Falkenberg (1-1) den 12 augusti 2019, det första målet kom den 1 september 2019 i bortavinsten (0-2) mot Gif Sundsvall
.

## Landslagskarriär
Genom sitt palestinska ursprung hade Aiesh möjlighet att representera såväl Palestinas som Sveriges landslag. I augusti 2017 meddelade han att skulle representera Palestina, men han blev i december 2018 uttagen till det svenska landslaget för en vänskapsmatch mot Finland. Den 10 oktober 2014 debuterade Aiesh för Sveriges U19-landslag i en match mot Finland. Han spelade även i returmötet två dagar senare som Sverige vann med 4–1.

## Meriter

### Inom klubblag
Östersunds FK
- Svenska cupen: 2017

IFK Göteborg
- Svenska cupen: 2020